# (8521) Boulainvilliers
(8521) Boulainvilliers (1992 GF4) – planetoida z grupy pasa głównego asteroid okrążająca Słońce w ciągu 3,31 lat w średniej odległości 2,22 au. Odkryta 4 kwietnia 1992 roku.